# وادي الغر
وادي الغر هو أحد أودية شبه الجزيرة العربية، ويقع في منطقة الرياض بالمملكة العربية السعودية، يبلغ طول الوادي 200 كم ومتوسط انحداره 0,5 م / كم. يعتبر الوادي امتداداً لوادي الدواسر، ويصب غرب الرميلة الواقعة شرق السليل. من أهم روافده وادي حمام، ووادي الحنو، ووادي المجمعة.